# 61189 오사다하루
61189 오사다하루(61189 Ohsadaharu)는 소행성대에 위치하는 소행성이다.

## 개요
2000년 7월 8일, 오카야마현 이바라시의 비세이 스페이스 가드 센터의 소행성 관측 프로젝트 BATTeRS(Bisei Asteroid Tracking Telescope for Rapid Survey; 밧타즈)에 의해서 발견됐다. 관측 기록을 거슬러 올라가면 1999년 4월 11일에 로웰 천문대에서 관측됐던 사실을 알았다고 한다.

## 명칭
일본을 대표하는 전직 프로 야구 선수였던 오 사다하루로부터 명명된 것이다. 이것은 일본 스페이스가드 협회의 이사를 맡은 규슈 대학의 야마오카 히토시 조교수가 소행성 번호 61189번에 현역 시절 등번호 ‘1’과 호크스 감독 시절의 등번호 ‘89’가 포함돼 사다하루의 이름을 붙이는 것이 적당하다고 판단한 것이다. 2015년 7월에 본인의 허락을 받고 명명을 신청했다.
소행성 센터는 ‘오 사다하루는 통산 홈런 868개의 세계 신기록을 가진 프로 야구 선수이다. 그는 또 일본 대표팀의 감독으로서 2006년 월드 베이스볼 클래식에서도 우승했다’라고 소개했다.

### 주해
1. ↑  정확하게는 ‘시즌 공식전 통산 홈런 868개’이다.

### 출전
1. 1 2 3 4 5 6 7 8 9 10 11 12 13 14 15  “(61189) Ohsadaharu = 2000 NE29”. 소행성 센터. 2016년 2월 27일에 확인함.
2. 1 2  “小惑星に「王貞治」 国際団体が決定”. 니혼케이자이 신문. 2016년 2월 27일. 2016년 2월 27일에 원본 문서에서 보존된 문서. 2016년 2월 27일에 확인함.